# Oskar Jellinek
Oskar Jellinek (geboren 22. Januar 1886 in Brünn, Österreich-Ungarn; gestorben 12. Oktober 1949 in Los Angeles) war ein österreichischer Schriftsteller, der hauptsächlich mit seinen Novellen hervortrat.

## Leben
Oskar Jellinek wurde als Sohn einer jüdischen Kaufmannsfamilie in Brünn geboren. Er studierte in Wien Jura und war Offizier im Ersten Weltkrieg. Bis 1919 arbeitete er als Richter; dann gab er diesen Beruf auf. Er lebte in Wien ab 1924 als freischaffender Schriftsteller.
Jellinek floh nach dem Anschluss Österreichs 1938 in die Tschechoslowakei und nach der Zerschlagung der CSR 1939 nach Paris. Bei Ausbruch des Zweiten Weltkriegs wurde er in Frankreich interniert. Ihm gelang 1940 die Emigration in die USA.

## Werke
- 1907 Das Burgtheater eines Zwanzigjährigen
- 1925 Der Bauernrichter, Novelle
- 1926 Die Mutter der Neun, Novelle
- 1928 Der Sohn, Erzählung
- 1930 Das ganze Dorf war in Aufruhr, Novellen
- 1933 Die Seherin von Daroschitz, Novelle
- 1938 Die Geistes- und Lebenstragödie der Enkel Goethes
- 1947 Raacher Silberfeier, Gedichte
- 1950 Gesammelte Novellen